# غيزانية الكبرى
غيزانية الكبرى (بالفارسية: غیزانیه بزرگ) هي قرية وتقع في إيران في قسم غيزانية الريفي. يقدر عدد سكانها بـ 2,121 نسمة .